# 6-ヒドロキシフラボン
6-ヒドロキシフラボン(6-Hydroxyflavone)は、フラボンの1つである。重要なシトクロムP450であるCYP2C9の非競合阻害剤である。インドで一般的なキツネノマゴ科の植物であるトゲバーレリアの葉に含まれることが報告されている。不安神経症等の障害の治療薬としての利用の可能性が検討されている。